# Eciton
Eciton — рід кочівних мурах підродини Dorylinae.

## Поширення
Представники роду широко поширені в Америці від Мексики до Аргентини.

## Спосіб життя

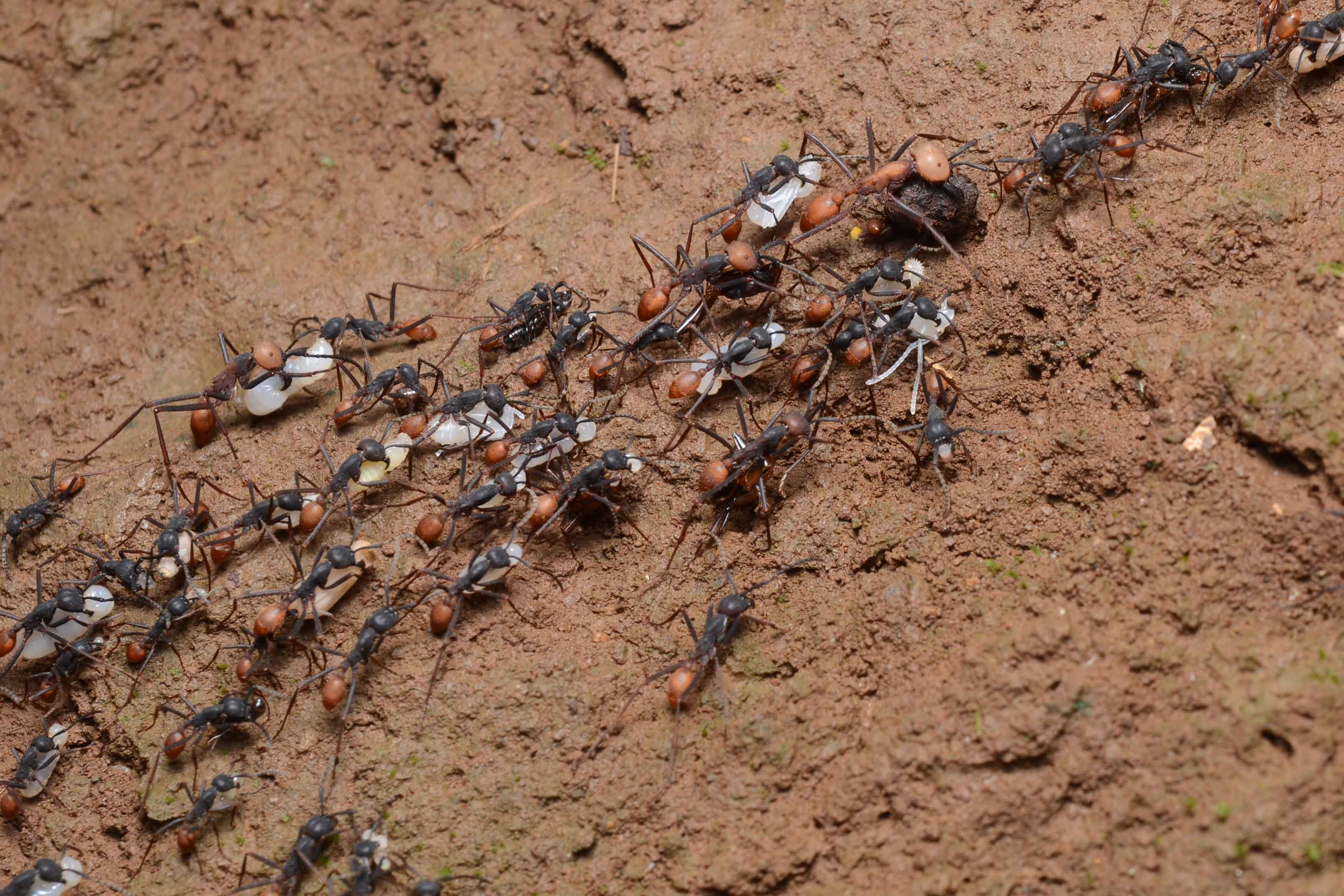
Колонія E. burchellii

Активність колонії мурах роду Eciton має дві фази: осілу та кочівну. Кожна фаза тримає приблизно два тижні. Під час осілої фази колонія ночує постійно на одному місці. З тіл робочих мурах формується мурашник. Таке тимчасове гніздо називається «бівуак». В центрі мурашника розміщується королева, черевце якої різко починає збільшуватись у розмірах. Протягом двох тижнів вона відкладає до 80 тис яєць. Коли з яєць вилуплюються личинки, колонія переходить у кочівну фазу. Мурахи знаходяться у постійному пошуку поживи для підростаючого покоління. Цього разу мурашник влаштовується постійно на новому місці. Через два тижні личинки перетворюються в імаго і колонія знову переходить в осілу фазу.

## Види
- Eciton burchellii (Westwood, 1842)
- Eciton drepanophorum Smith, 1858
- Eciton dulcium Forel, 1912
- Eciton hamatum (Fabricius, 1782)
- Eciton jansoni Forel, 1912
- Eciton lucanoides Emery, 1894
- Eciton mexicanum Roger, 1863
- Eciton quadriglume (Haliday, 1836)
- Eciton rapax Smith, 1855
- Eciton setigaster Borgmeier, 1953
- Eciton uncinatum Borgmeier, 1953
- Eciton vagans (Olivier, 1792)